# Leopold Gmelin
Leopold Gmelin (2. srpna 1788 Göttingen – 13. dubna 1853 Heidelberg) byl německý chemik a profesor. Zabýval se hexakyanidoželezitanem draselným, vytvořil Gmelinův test a napsal knihu Handbook of Chemistry, která se stále používá.

## Život
Byl synem lékaře, botanika a chemika Johanna Friedricha Gmelina a jeho ženy Rosine Schottové. Díky své rodině se brzy dostal do kontaktu s medicínou a přírodními vědami.
V roce 1804 začal navštěvovat různé přednášky svého otce. V témže roce se přestěhoval do Tübingenu, kde pracoval v rodinné lékárně. Studoval také na univerzitě v Tübingenu. V roce 1805 přešel na univerzitu v Göttingenu a později pracoval jako asistent v laboratoři Friedricha Stromeyera, u kterého v roce 1809 úspěšně složil zkoušky.
Následně se vrátil do Tübingenu. V únoru 1811 se střetl se studentem medicíny Gutikem. Po vlně urážek byl vyzván na souboj, během něhož nedošlo k žádnému vážnému zranění. Souboje byly mezi studenty zakázány a tak byl tento incident utajen, přesto posléze vše vyšlo najevo. Dne 10. března Gmelin ze školy uprchl a později studoval u Josepha Franze von Jacquina na Vídeňské univerzitě. V roce 1812 Leopold Gmelin získal v Göttingenu doktorát a následně se vydal na rozsáhlou studijní cestu po Itálii. Po návratu začal od zimního semestru působit jako privatdozent na univerzitě v Heidelbergu. V září následujícího roku byl jmenován profesorem.
Na podzim 1814 se vydal na další vzdělávací cestu do Paříže, kde studoval na Sorbonně a spolu se svým bratrancem Christianem Gottlobem Gmelinem zde zůstal až do jara 1815.
Když v roce 1817 v Berlíně zemřel chemik Martin Heinrich Klaproth, měl ho nahradit právě Leopold Gmelin. Ten však odmítl a stal se profesorem chemie na univerzitě v Heidelbergu. Tam se časem rozvinula úzká spolupráce s Friedrichem Tiedemannem. Mezi lety 1833 až 1838 vlastnil továrnu na výrobu papíru. Té se vzdal, protože narušovala jeho akademickou činnost.
Ve věku 60 let utrpěl první mrtvici a v srpnu 1850 další. V důsledku toho mu na čas ochrnula dolní půlka těla. V roce 1851 se rozhodl odejít do penze. Dále ho sužovaly mozkové choroby.
Zemřel 13. dubna 1853 v Heidelbergu. Pohřben byl na místním horském hřbitově. Zde je pochována také jeho manželka Luise Gmelinová a další členové jeho rodiny.